# Zvonko Živković
Zvonko Živković (serbisch-kyrillisch Звонко Живковић; * 31. Oktober 1959 in Belgrad) ist ein ehemaliger serbisch-jugoslawischer Fußballspieler, der nach dem Ende seiner aktiven Laufbahn als Trainer in Erscheinung trat.

## Sportlicher Werdegang
Živković begann mit dem Vereinsfußball bei Galenika Zemun, von dort wechselte er als Jugendspieler zu FK Partizan Belgrad. Ende der 1970er Jahre debütierte der Stürmer im Erwachsenenbereich in der jugoslawischen Meisterschaft. In der Spielzeit 1982/83 gewann er mit dem Klub erstmals den Meistertitel. Nach einer Vizemeisterschaft und einem dritten Platz folgte in der Spielzeit 1985/86 der zweite Titelgewinn. Parallel war er 1982 zum jugoslawischen Nationalspieler avanciert, kam aber nicht über die Rolle eines Ergänzungsspielers hinaus und bestritt bis 1985 fünf Länderspiele, in denen er zwei Tore erzielte. Bei der WM 1982 gehörte er zum jugoslawischen Kader, blieb aber im Turnierverlauf ohne Einsatz.
Nach Erreichen der Altersgrenze für einen Auslandswechsel schloss Živković sich 1986 dem portugiesischen Klub Benfica Lissabon an. Dort wusste er jedoch nicht zu reüssieren und bestritt nur acht Ligaspiele. Im Oktober 1987 wechselte er daraufhin zu Fortuna Düsseldorf in die 2. Bundesliga, wo sein jugoslawischer Landsmann Aleksandar Ristić als Trainer tätig war. Bis Ende der Spielzeit 1987/88 stand er bei allen seiner zwanzig Ligaspiele in der Startformation, verpasste dabei nur vier Partien verletzungsbedingt und erzielte insgesamt vier Saisontore. Mit dem Bundesliga-Absteiger erreichte er den fünften Platz. Anschließend zog er nach Frankreich weiter, wo er sich dem Zweitdivisionär Cercle Laïque Dijonnais anschloss. Dort beendete er später seine aktive Laufbahn.
Nach mehreren Stationen in der Jugendarbeit unter anderem beim Fudbalski savez Srbije trat Živković im Sommer 2010 das Traineramt beim FK Metalac an. Dort wurde er nach elf sieglosen Pflichtspielen im Oktober des Jahres wieder freigestellt. Zwischenzeitlich Assistenztrainer beim FK Partizan Belgrad übernahm er im Mai 2013 das Cheftraineramt bei Zweitligisten FK Teleoptik und führte diesen zum Klassenerhalt. Nach drei Siegen in zehn Spielen der folgenden Spielzeit 2013/14 wurde er entlassen. Später kehrte er zum Verband zurück.